# آرمان کوچوکیان
آرمان تاگوُری کوچوکیان (ارمنی: Արման Թագվորի Քուչուկյան؛ زادهٔ ۱۱ دسامبر ۱۹۳۲ - درگذشته ۳۰ اکتبر ۲۰۲۰) یک دانشمند، مهندس و استاد اهل ارمنستان بود.

## زندگی‌نامه
در ۱۱ دسامبر ۱۹۳۲ در صوفیه به دنیا آمد و از دانشگاه دولتی ایروان (۱۹۵۷) فارغ‌التحصیل شد. وی عضو مکاتبه‌ای فرهنگستان ملی علوم ارمنستان بود. وی همچنین برنده جایزه لنین (۱۹۸۳)، نشان پرچم سرخ کار، جایزه دولتی ارمنستان شوروی (۱۹۷۴ و ۱۹۷۶)، دانشمند شایسته جمهوری ارمنستان (۱۹۸۱)، جایزه رئیس‌جمهور جمهوری ارمنستان (جایزه پوغوسیان) (۲۰۰۳)،  (۲۰۱۳)، شوالیه نشان شایستگی لهستان (درجه یک) و شهروند افتخاری ایروان (۱۹۸۶) شده است. وی در ۳۰ اکتبر ۲۰۲۰ در سن ۸۷ سالگی در ایروان درگذشت.

## آثار
وی مولف 57 مقاله علمی بود.

## یادداشت
1. ↑  տեխնիկական գիտությունների դոկտոր
2. ↑  Հաշվողական մեքենաներ
3. ↑  ինֆորմացիոն և ավտոմատ կառավարման համակարգերի մշակում:
4. ↑  Երեք սերնդի ԷՀՄ և համակարգերի մշակում և ներդրում:
5. ↑  Ինֆորմացիոն և ԱԿՀ Փարոս, Արաքս, MIDAS և այլ ծրագրերի մշակում և ներդրում
6. ↑  Հայաստանի Հանրապետության գիտության վաստակավոր գործիչ
7. ↑  Հաշվողական տեխնիկա և կառավարման համակարգեր
8. ↑  «Հայրենիքին մատուցած ծառայությունների համար» 1-ին աստիճանի մեդալ